# Xylographus punctatus
Xylographus punctatus es una especie de coleóptero de la familia Ciidae.

## Distribución geográfica
Habita en Colombia.